# When We Were Young
«When We Were Young» (рус. «Когда мы были молоды») — песня британской певицы и автора песен Адели из третьего студийного альбома 25. Написанная Аделью и канадским музыкантом Тобиасом Джессом, песня была стала четвёртым треком в альбоме и была выпущена лейблом XL Recordings в качестве второго сингла (продюсером выступил американский звукоинженер и мультиинструменталист Ариэль Рехтшайд). Тираж в США составил 150,000 цифровых копий.

## История
Песня написана в ключе ми-бемоль мажор c темпом 72 удара в минуту. Вокал певицы в этой песне охватывает две октавы, от Ми3 до Ми5.

## Отзывы
Песня «When We Were Young» получила одобрительные отзывы музыкальных критиков и интернет-изданий. Джереми Гордон из Pitchfork назвал её «Лучшим новым треком» и похвалил вокальное исполнение Адель, а также то, что она «способна возвести сентиментальность в ранг высокого искусства». Стивен Томас Эрлевайн из AllMusic назвал песню одним из главных моментов альбома, отметив, что она пошла на риск, пригласив Ариэля Рехтшайда для продюсирования трека. Лия Гринблатт из Entertainment Weekly сочла песню одним из трёх лучших треков альбома, отметив, что она искренна с ностальгической темой. Стивен Арройо из Consequence of Sound выбрал песню в качестве одного из основных треков в альбоме 25. Роб Гарратт из The National положительно отозвался об авторском мастерстве певицы и похвалил её «хрупкое, но в конечном счёте утверждающее» выступление. Джозеф Р. Атилано отметил: «Такой сингл ещё больше демонстрирует, насколько она умна в лирическом плане как композитор, а также как одна из величайших настоящих певиц, живущих сегодня». Мэтт Багвелл из The Huffington Post назвал песню «потрясающей» и назвал её «Someone Like You» — другими словами, «большой балладой» альбома".
Льюис Корнер отметил в Digital Spy, что текст песни «сожмёт ваше сердце и вызовет небольшой кризис среднего возраста. Однако это не помешает вам проигрывать её снова и снова». Корбин Рейфф из The A.V. Club похвалил «невероятную, суровую страстность Адель в куплетах». Джастин Чарити из Complex также положительно отозвался о её вокале, назвав его «самым диким расцветом голоса Адель». Джон Долан из Rolling Stone назвал песню «зрелой … пламенной балладой», а Т. Коул Рэйчел из Spin определил её как «такую своего рода сентиментальную, пережаренную мелодраму, которую, как можно представить, Адель могла бы исполнить во сне». Крис Джерард из PopMatters похвалил песню, назвав её «горько-сладким эпиком» и добавив: «„When We Were Young“ захватывает дух, это пример того, насколько великой может быть Адель, когда все звезды сходятся. Эта медленная баллада, развивающаяся до мощной кульминации, должна была стать первым синглом. Она сложнее, чем „Hello“, в ней больше эмоциональной глубины, а вокал Адель настолько хорош, что вызывает слёзы на глазах. Альбом 25 стоит купить только ради этой песни».
Журнал Time поместил «When We Were Young» на седьмое место в своём списке десяти лучших песен 2015 года. Несколько музыкальных критиков включили песню в список лучших песен Адель. Rolling Stone назвал ее пятой лучшей песней Адели, а Лариша Пол отметила, что «она раскрывает вызывающие экзистенциальный кризис темы времени и старения, создавая ощущение моментального снимка нашего собственного прошлого, настоящего и будущего». Чак Арнольд из Billboard поставил «When We Were Young» на 11-е место в рейтинге ее дискографии и отметил, что она «заставляет вас проникнуться чувствами» и "тосковать по «кому-то, кого вы когда-то знали». Parade и American Songwriter поставили песню на второе место в своих списках лучших песен Адель. Алексис Петридис из The Guardian назвал ее 18-й лучшей песней Адели.

## Живые выступления
Адель впервые представила песню в программе Adele at the BBC, которая была записана 2 ноября 2015 года в студии The London Studios и вышла в эфир на BBC One 20 ноября. Она также представила When We Were Young в программе Saturday Night Live 22 ноября и в программе Adele Live in New York City, которая была записана в Radio City Music Hall 17 ноября и вышла в эфир 14 декабря 2015 года на канале NBC. Версия песни, заснятая в живом исполнении в студии The Church Studios (где было записано много материала для альбома 25), вышла на канале Vevo. Также Адель исполнила «When We Were Young» на закрытии церемонии BRIT Awards 2016 в Лондоне.

## Чарты

### Еженедельные чарты
| Чарт (2015)                                | Высшая позиция |
| ------------------------------------------ | -------------- |
| Австралия (ARIA)                           | 13             |
| Австрия (Ö3 Austria Top 40)                | 11             |
| Бельгия/Фландрия (Ultratop 50)             | 6              |
| Бельгия/Валлония (Ultratop 50)             | 22             |
| Канада (Billboard Canadian Hot 100)        | 9              |
| Канада (Billboard AC)                      | 1              |
| Канада (Billboard CHR/Top 40)              | 24             |
| Канада (Billboard Hot AC)                  | 2              |
| Чехия (Rádio — Top 100)                    | 6              |
| Чехия (Singles Digitál Top 100)            | 26             |
| Дания (Tracklisten)                        | 27             |
| Европа (Digital Songs, Billboard)          | 7              |
| Финляндия (Latauslista Download)           | 3              |
| Франция (SNEP)                             | 15             |
| Германия (GfK)                             | 29             |
| Германия (Airplay Chart)                   | 2              |
| Венгрия (Rádiós Top 40)                    | 11             |
| Венгрия (Single Top 40)                    | 11             |
| Исландия (RÚV)                             | 3              |
| Ирландия (IRMA)                            | 12             |
| Италия (FIMI)                              | 56             |
| Мексика (Billboard Mexican Airplay)        | 40             |
| Нидерланды (Dutch Top 40)                  | 14             |
| Нидерланды (Single Top 100)                | 24             |
| Новая Зеландия (Recorded Music NZ)         | 23             |
| Норвегия (VG-lista)                        | 23             |
| Польша (Polish Airplay Top 100)            | 16             |
| Португалия (AFP)                           | 10             |
| Шотландия (OCC Scotland)                   | 3              |
| Словакия (Rádio — Top 100)                 | 3              |
| Словакия (Singles Digitál Top 100)         | 24             |
| Словения (SloTop50)                        | 26             |
| ЮАР (RISA)                                 | 42             |
| ЮАР (EMA)                                  | 8              |
| Испания (PROMUSICAE)                       | 54             |
| Швеция (Sverigetopplistan)                 | 16             |
| Швейцария (Schweizer Hitparade)            | 5              |
| Великобритания (OCC UK Singles)            | 9              |
| Великобритания (OCC UK Indie)              | 1              |
| США (Billboard Hot 100)                    | 14             |
| США (Billboard Adult Contemporary)         | 6              |
| США (Billboard Adult Pop Airplay)          | 3              |
| США (Billboard Dance Club Songs)           | 1              |
| США (Billboard Pop Airplay)                | 13             |
| США (Billboard Rock & Alternative Airplay) | 46             |

## Сертификации
| Регион | Сертификация  | Продажи   |
| --- | ------------- | --------- |
| Австралия (ARIA) | Платиновый    | 70 000    |
| Бельгия (BEA) | Золотой       | 10 000    |
| Бразилия (ABPD) | Бриллиантовый | 250 000   |
| Канада (Music Canada) | 6× Платиновый | 480 000   |
| Дания (IFPI Danmark) | 2× Платиновый | 180 000   |
| Италия (FIMI) | Платиновый    | 50 000    |
| Мексика (AMPROFON) | Платиновый    | 60 000    |
| Новая Зеландия (RMNZ) | Золотой       | 7500*     |
| Норвегия (IFPI Norway) | 2× Платиновый | 120 000   |
| Португалия (AFP) | Платиновый    | 20 000    |
| Испания (PROMUSICAE) | 2× Платиновый | 120 000   |
| Великобритания (BPI) | 3× Платиновый | 1 800 000 |
| США (RIAA) | Платиновый    | 1 000 000 |
| * Данные о продажах приведены только на основе сертификации. · Данные о продажах + прослушиваниях приведены только на основе сертификации. |               |           |